# ファーム・エイド
ファーム･エイド(Farm Aid) とは、アメリカ合衆国で開催されるチャリティーコンサートである。

## 概要
経営難に苦しむアメリカ合衆国の小規模農場や個人経営の農家に対しての基金を集める目的で、ウィリー・ネルソン、ジョン・メレンキャンプ、そしてニール・ヤングが当コンサートを企画した。

## 歴史
1985年9月、シカゴにおいて、第1回コンサートが開催された。出演者は、ウィリー・ネルソン、ジョン・メレンキャンプ、ニール・ヤングの提唱者たちの他に、ジョン・ボン・ジョヴィ、ザ・ビーチ・ボーイズ、ジョニー・キャッシュ、ボブ・ディラン、サミー・ヘイガー、ドン・ヘンリー、ビリー・ジョエル、B.B.キング、キャロル・キング、ロイ・オービソン、トム・ペティ、ルー・リード、ブライアン・セッツァー、エディー・ヴァン・ヘイレン、ダリル・ホールなど。
その後は毎年中西部を中心に全米各地で開催している。

## 日本のファーム・エイド
日本では2008年から東京都中央区銀座でファームエイド銀座として年4回地域の農家を応援するイベントを行っている 。